# Merostachys argyronema
Merostachys argyronema är en gräsart som beskrevs av Carl Lindman. Merostachys argyronema ingår i släktet Merostachys och familjen gräs. Inga underarter finns listade i Catalogue of Life.